# Emilia Rydberg
Hanna Emilia Rydberg-Mitiku (Estocolmo, 5 de enero de 1978) o simplemente conocida como Emilia, es una cantante sueca. Se hizo mayormente conocida por su sencillo "Big Big World" lanzado en 1998 y que alcanzó el puesto #1 en varios países.

## Carrera
Nacida en la ciudad de Estocolmo, Rydberg estudió en la Escuela de Música Adolf Fredrik. Su madre, Malena Rydberg, es de origen sueco, mientras que su padre, Tèshomè Mitiku, es de origen etíope y también es cantante del género ethio-jazz.
Emilia fue descubierta en 1996 por Lars Anderson, hijo del mánager de ABBA, Stig Anderson. Rydberg solía usar el monónimo de Emilia durante sus primeros años de carrera, aunque posteriormente optó por utilizar el nombre de Emilia Mitiku, usando el apellido de su padre. 
En 1998, publicó su álbum de estudio debut titulado Big Big World, cuyo primer sencillo del mismo nombre alcanzó el puesto #1 en varios países de Europa como Alemania, Austria, Bélgica, España, Noruega, los Países Bajos, Suiza, en su natal Suecia, entre otros.
En 2009 participó en Melodifestivalen, la competencia para seleccionar al próximo representante de Suecia en el Festival de la Canción de Eurovisión. Su canción "You're My World" consiguió clasificar a la final, donde finalizó en 9° lugar de entre 11 participantes.

## Discografía
- Big Big World (1999)
- Emilia (2000)
- Små ord av kärlek (2007)
- My World (2009)[5][6]
- I Belong to You (2013)